# Султан ибн Абдулазиз
Султан ибн Абдулазиз ел Сауд (арап. محمد بن عبدالعزيز أل سعود; Ријад, 5. јануар 1928 — Њујорк, 22. октобар 2011) био је престолонаследник Саудијске Арабије, први заменик премијера земље, министар одбране и цивилног ваздухопловства и генерални инспектор краљевине Саудијске Арабије.

## Биографија
Султан је био 18. од 37 синова краља Абд ал-Азиза ибн Сауда по званичном редоследу рођења. Он је своје рано образовање из религије (Улема), савремене културе и дипломатије стекао заједно са својом браћом на краљевском двору. Према званичним изворима, Султан је своје вештине допунио путовањима широм света и опсежним читањем.

## Политика
Краљ ибн Сауд је 2. јуна 1947. године, именовао султана за гувернера (емира) провинције главног града Ријада.
Након смрти краља ибн Сауда, постао је министар пољопривреде у првом Савету министара земље 24. децембра 1953. и министар саобраћаја и комуникација 5. новембра 1955. године. Док је био министар, надгледао је изградњу железничке везе између Ријада и Дамама , на обали Персијског залива, нафтом богатом истоку земље, као и изградњу путева и транспортних линија.
Био је министар одбране и цивилног ваздухопловства и генерални инспектор од 21. октобра 1962. године. У том својству опремио је војску краљевства у модерне и добро наоружане снаге кроз споразуме о наоружању са Сједињеним Државама и Великом Британијом. У 2004. години војска се састојала од 124.500 људи. Каже се да велики део богатства принца Султана потиче од провизија од владиних послова са оружјем.

### Престолонаследник
У јулу 1982. године, именовао га је за другог потпредседника владе његов пуноправни брат, тада нови краљ Фахд, а функцију су имали и Фахд и његов наследник, краљ Абдулах, пре него што је постао престолонаследник.
Након Фахдове смрти, 1. августа 2005. године, принц Султан је постао нови престолонаследник, иако је речено да се веома лоше слаже са новим краљем Абдулахом.
Престолонаследник Султан важио је за најважнију особу у својој породици која је неговала пријатељство са Западом, посебно са Сједињеним Државама. Својом блиском сарадњом са Сједињеним Државама и масовним куповинама оружја, од којих је зарађивао велике суме новца, био је један од нај критикованих људи у својој породици од стране саудијске опозиције.
Након терористичких напада 11. септембра 2001. принц Султан је забранио Сједињеним Државама да користе саудијске војне базе за војне нападе на Авганистан. Говорећи за државни лист Оказ 30. септембра 2001. године (у Вашингтон Посту 1. октобра), он је рекао да његова влада неће толерисати ниједног војника у својој земљи који би напао муслимане или Арапе. Међутим, након рата у Ираку, влада је дозволила савезничким трупама да користе најмање три њене ваздушне базе.

## Болест и смрт
Принц Султан је 2004. године подвргнут операцији рака.
У априлу 2008. Престолонаследник Султан је морао да путује из Агадира у болницу у Женеви ради лечења. У новембру 2008. Престолонаследник Султан је отишао у Њујорк на лечење. Боравак у болници је трајао са прекидима до априла 2009. Након тога је уследио дуг период рехабилитације до децембра 2009. у његовој кући за одмор у Агадиру, Мароко. Према незваничним изворима, престолонаследник Султан је био тешко болестан. Сумња се да је боловао од рака дебелог црева од 2005. године. Није било званичних саопштења о његовом здравственом стању. Преминуо је у Њујорку 22. октобра 2011. године.